# Apáthy Géza
Apáthy Géza családi nevén Apáti (Brassó, 1943. augusztus 17. – Brassó, 1976. október 16.) magyar újságíró, költő, műfordító.

## Életútja, munkássága
A kolozsvári egyetemen végezte a német-magyar szakot 1966-ban, majd újságíró lett a Brassói Lapoknál. Verseit az Utunk, Igaz Szó, Brassói Lapok, Hargita s a Vitorla-ének c. antológia (1967) közölte.
Rendszeresen jelentek meg publicisztikai írásai, német és román vers- és prózafordításai, közölt a brassói ASTRA román hetilapban is. Emlékének Lendvay Éva, Emilian Lupu és Magyari Lajos egy-egy verset szentelt (Brassói Lapok, 1976/43).

## Művei
- Szavaimmal betakarlak; vál., bev. Lendvay Éva; BL 49 Kft., Brassó, 1996